# Halogy
Halogy je obec v Maďarsku v župě Vas.
Rozkládá se na ploše 7,05 km² a v roce 2024 zde žilo 277 obyvatel.